# 高加索專員轄區
高加索專員轄區（德語：Reichskommissariat Kaukasus）是納粹德國在第二次世界大戰時期並未設置的專員轄區，計劃在東線打敗苏联后設立。其範圍包括了外高加索、北高加索和南俄羅斯的部分地區。和納粹德國其他四個計劃的專員轄區不同的是，德國計劃在高加索專員轄區內對土著民族實施自治。但因蘇聯在斯大林格勒戰役反攻把德軍趕出高加索而沒有設立。